# Kari
Kari là một thị xã và là một nagar panchayat của quận Tikamgarh thuộc bang Madhya Pradesh, Ấn Độ.

## Nhân khẩu
Theo điều tra dân số năm 2001 của Ấn Độ, Kari có dân số 8686 người. Phái nam chiếm 53% tổng số dân và phái nữ chiếm 47%. Kari có tỷ lệ 36% biết đọc biết viết, thấp hơn tỷ lệ trung bình toàn quốc là 59,5%: tỷ lệ cho phái nam là 47%, và tỷ lệ cho phái nữ là 24%. Tại Kari, 20% dân số nhỏ hơn 6 tuổi.